# Васьки (Полтавский район)
Васьки (укр. Васьки) — село,
Мачеховский сельский совет,
Полтавский район,
Полтавская область,
Украина.
Код КОАТУУ — 5324083203. Население по переписи 2001 года составляло 45 человек.

## Географическое положение
Село Васьки находится на левом берегу реки Полузерье,
выше по течению на расстоянии в 1,5 км расположено село Рожаевка,
ниже по течению на расстоянии в 2 км расположено село Андреевка (Решетиловский район),
на противоположном берегу — село Косточки.
Река в этом месте извилистая, образует лиманы, старицы и заболоченные озёра.